# Kerumutan (plaats)
Kerumutan is een bestuurslaag in het regentschap Pelalawan van de provincie Riau, Indonesië. Kerumutan telt 4921 inwoners (volkstelling 2010).